# Mihail Moiszejevics Botvinnik
 Ez a cikk a sakkjátszmák algebrai lejegyzését alkalmazza.
Mihail Moiszejevics Botvinnik (oroszul: Михаил Моисеевич Ботвинник; Kuokkala, (ma: Repino néven Szentpétervár Kurortnij (Üdülő) kerületének része) 1911. augusztus 17. – Moszkva, 1995. május 5.) szovjet sakkozó, nemzetközi nagymester, a műszaki tudományok doktora, professzor. Háromszor nyerte el és még kétszer védte meg a sakkvilágbajnoki címet, amelyet 1948–1963 között kétszer egy év megszakítással viselt (1948–1957, 1958–1960, 1961–1963). Hatszoros sakkolimpiai bajnok, hatszoros szovjet bajnok.
Botvinnik volt az első jelentős szovjet sakkjátékos. Jelentős mértékben hozzájárult a Sakkvilágbajnokság szabályainak, keretének kidolgozásához, illetve a szovjet sakkcsapat egyik edzője lett. Tanítványai közé tartozott például Anatolij Karpov, Garri Kaszparov és Vlagyimir Kramnyik, nem véletlenül nevezik a szovjet sakkozás atyjának.
Az egyik legnagyobb sakkújító volt, akinek egész korszak fűződik a nevéhez. Stílusa a lassan, de biztosan célba érő óriáskígyóéhoz volt hasonlatos: mély stratégián, magas technikai színvonalon alapult. Elsőként dolgozta ki a professzionális sakkozói életformát, a felkészülési módszereket.
1931-ben diplomázott, majd 1937-ben a Leningrádi Műszaki Egyetemen kandidátusi fokozatot szerzett. 1951-ben védte meg nagydoktori disszertációját. Villamosmérnök és informatikus volt, azon kevés nagymesterek egyike, aki nemcsak a sakkban ért el eredményeket, hanem teljes értékű karriert tudott még folytatni. Informatikusként egy olyan sakkprogram kidolgozásán dolgozott, amely az emberi gondolkodást utánozta, azonban a számítógépek számítási kapacitásának növekedésével a nyers erőn alapuló programok terjedtek el.
2003-ban beválasztották a World Chess Hall of Fame (Sakkhírességek Csarnoka) tagjai közé.
Felesége az algebra és geometria tanárának lánya, az örmény Gayane (Ganna) Davidovna volt, aki az Orosz Balettakadémiára járt, majd később a moszkvai Bolsoj színház balerinája lett. Egy lányuk született 1942-ben, Olga.

## Élete és sakkpályafutása

### Kezdeti évei
A szülei zsidók voltak, édesapja fogtechnikus, édesanyja fogorvos. Az apja megtiltotta a jiddis otthoni használatát. Mihail és bátyja Iszaak (Iszja) szovjet iskolákba járt. Mihail Botvinnik egy izraeli látogatása során a zsidóságára vonatkozó kérdésre így felelt: " Helyzetem komplikált, mert vér szerint zsidó vagyok, kultúra szerint orosz, a neveltetésem pedig szovjet." 1920-ban, édesanyja beteg lett, és apja elhagyta a családot, de tartotta a kapcsolatot a gyerekekkel, még második házassága után is.

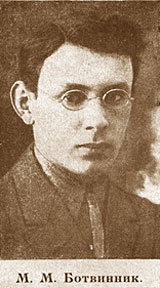
Botvinnik 1927-ben

1923-ban, 12 éves korában kezdett komolyabban foglalkozni a sakkal. 1924-ben megnyerte iskolája bajnokságát. Ezután tagja lett a Petrográdi Sakk-közgyűlésnek, amely a későbbi Leningrádi Sakk-kör elődje volt. Első edzője Abram Model volt, ő ismertette meg vele a francia védelem Winawer-változatát, amelyet Botvinnik később, világbajnoki mérkőzései idején is többször sikerrel alkalmazott. Első két versenygyőzelmét a Közgyűlés által szervezett versenyen aratta. 1925-ben a Moszkvában rendezett nagy nemzetközi sakkverseny ideje alatt José Raúl Capablanca szimultánján az akkor 14 éves Botvinnik legyőzte az akkori világbajnokot. 1926-ban bejutott Leningrád bajnokságának döntőjébe. 1927-ben addigi legfiatalabb versenyzőként jutott be a szovjet sakkbajnokság döntőjébe, ahol az 5. helyet szerezte meg.
1930-ban megnyerte a Leningrádban rendezett mesterversenyt, majd a következő évben két és fél pont előnnyel nyerte meg Leningrád bajnokságát.

### Első nagy sikerei
1931-ben mindössze 20 évesen nyerte meg először a szovjet sakkbajnokságot, majd 1933-ban megismételte győzelmét. Ezt követően még négy alkalommal végzett a világ legerősebb sakkbajnokságának élén: 1939-ben, 1944-ben, 1945-ben és 1952-ben.
Első külföldi nemzetközi versenyén Hastingsben 1934/35-ben csak az 5–6. helyen végzett, amit annak tudott be, hogy az első forduló előtt két órával érkezett csak meg a verseny helyszínére, és még mintegy 10 napra volt szüksége az akklimatizálódáshoz. Ezt a hibát többet nem követte el. 1935-ben Salo Flohrral holtversenyben első helyezést ért el, fél ponttal megelőzve az akkor újabb virágzását élő exvilágbajnok Emanuel Laskert, és egy ponttal a másik exvilágbajnok résztvevőt Capablancát. 1936-ban öt erős szovjet és öt erős más országbeli versenyző részvételével rendeztek kétfordulós körmérkőzést Moszkvában. A külföldi résztvevők névsora tekintélyes volt: két exvilágbajnok Lasker és Capablanca személyében, valamint a világbajnoki kihívó címére nagy esélyesnek tartott csehszlovák Salo Flohr, és a nagyon erős Erich Eliskases vette fel a versenyt a szovjet élgárdával, amelyben a magyar származású Lilienthal Andor is helyet kapott.

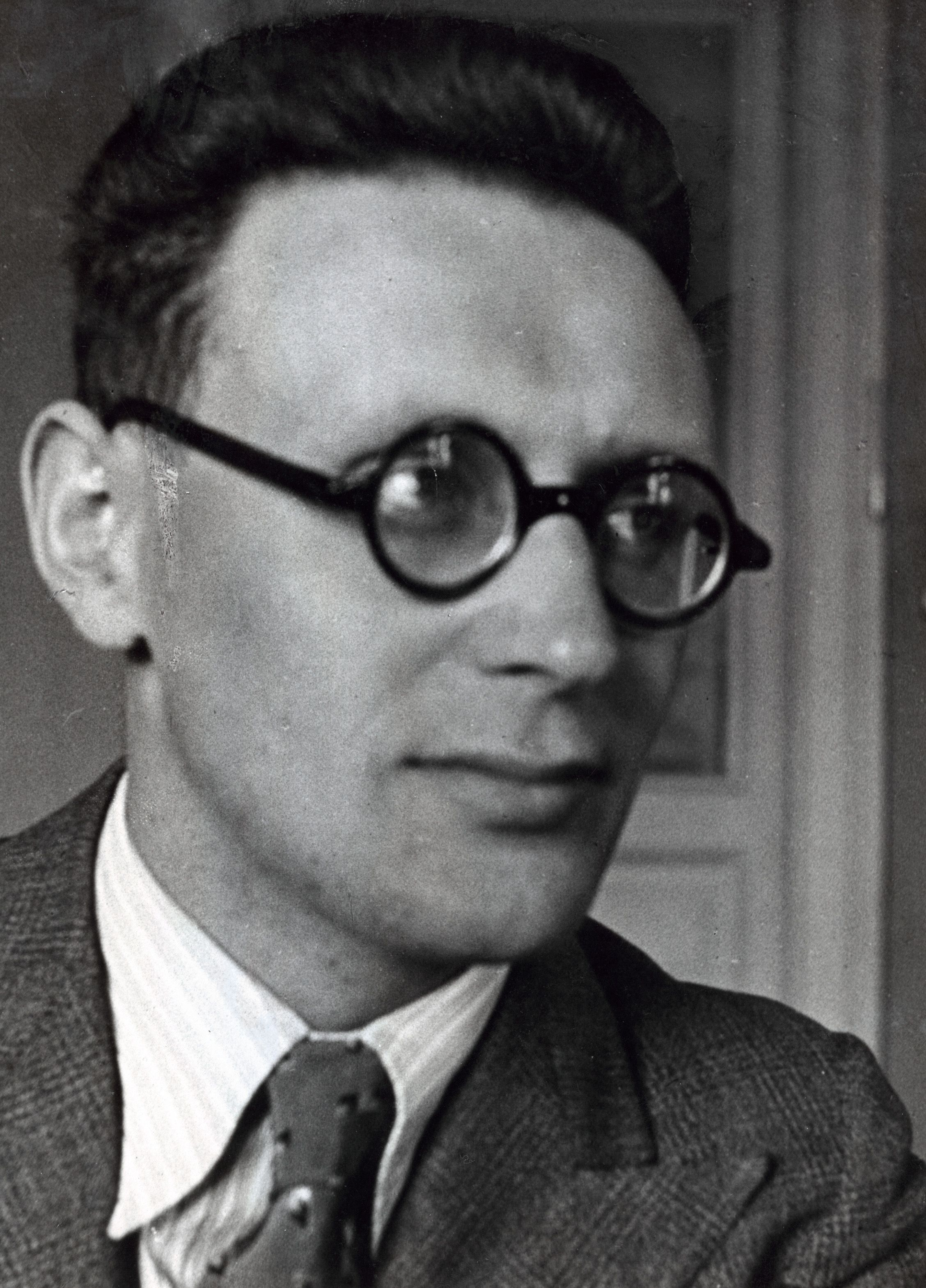
Botvinnik 1936-ban

1936 telén meghívást kapott a nottinghami mesterversenyre, amelyet minden idők egyik legerősebb versenyének tartanak, mert öt egykori vagy leendő világbajnok vett részt rajta. Botvinnik okulva a korábbi hastingsi hibából, már 10 nappal a verseny előtt megérkezett. Gondos előkészületeinek meg is lett az eredménye, mert a versenyben Capablancával holtversenyben az 1. helyen végzett, fél ponttal megelőzve az akkor regnáló világbajnokot Max Euwét és a két feltörekvő fiatal amerikai csillagot, Samuel Reshevskyt és Reuben Fine-t. Egy ponttal többet szerzett, mint Aljechin. Ő volt az első szovjet sakkozó, aki külföldön nemzetközi versenyt nyert.

### Út a világbajnoki címhez
1938-ban Botvinnik is meghívást kapott a Hollandiában rendezett AVRO-versenyre, amelynek célja az volt, hogy versenyszerű körülmények között válasszák ki a regnáló világbajnok kihívóját. A FIDE 1936-ban Luzernben tartott kongresszusán döntött arról, hogy a világbajnoki címet az 1937-es Euwe–Aljechin-mérkőzés utáni esetekben párosmérkőzésnek és nem versenynek kell eldöntenie. A kihívó személyének kiválasztása azonban a legerősebb sakkozók részvételével történő körmérkőzésen dőlhet el. Meg is határozták, hogy 1938-ban kétfordulós világbajnokjelölti körmérkőzésre kerül sor Botvinnik, Capablanca, Reuben Fine, Salo Flohr, Paul Keres, Samuel Reshevsky, valamint az 1937-es mérkőzés vesztese részvételével. E verseny győztese lehet a világbajnok következő kihívója. Max Euwe, az akkor regnáló világbajnok a lebonyolítás ilyen módjába beleegyezett, Aljechin azonban nem érezte magára nézve kötelezőnek a nemzetközi szövetség döntését. Az Euwe elleni visszavágó párosmérkőzés megnyerése után továbbra is ragaszkodott a világbajnok azon jogához, hogy ő maga választhassa ki az ellenfelét, melynek során a fő szempontot a minél kedvezőbb díjalap jelentette.
Az AVRO-versenyen Botvinnik csak harmadik lett Paul Keres és Reuben Fine mögött, de Aljechin benne látta következő lehetséges ellenfelét. Az akkori szovjet kormánnyal való egyeztetés után Botvinnik diszkréten meg is kereste Aljechint egy világbajnoki mérkőzésre szóló ajánlattal, amelyet a világbajnok habozás nélkül elfogadott. 1939 tavaszára minden feltételben megegyeztek, és hivatalosan is megküldésre került a kihívás, azonban a második világháború kitörése miatt a mérkőzés halasztást nyert.
A háború befejeződésekor ismét napirendre került a kérdés, és a mérkőzés időpontját 1946 nyarára tűzték ki. Aljechin 1946-os halála után kérdéses maradt a világbajnoki cím sorsa, ezért 1947-ben a FIDE kialakította a világbajnoki cím megszerzésének hivatalos rendjét. 1948-ra kitűzik az világbajnokságot, amelyen a meghívottak körmérkőzést játszanak és a legtöbb pontot elérő lesz az új bajnok. Botvinnik megnyerte a világbajnoki versenyt, ezzel kezdetét vette a szovjet sakkozók hegemóniája, amelyet csak Bobby Fischer szakított meg 1972–1975 között.

### Világbajnoki mérkőzései
Világbajnoki címét két rövidebb megszakítással 1948-tól egészen 1963-ig őrizte. Címszerzését követően hét alkalommal mérkőzött a világbajnokságért, amelyek közül öt alkalommal sikeresen megvédte azt. A világbajnoknak joga volt visszavágót kérni az elvesztett címéért egy évvel később. Így történhetett, hogy összesen háromszor vesztette el a címét, melyből kétszer vissza tudta nyerni. 1957-ben Vaszilij Szmiszlov ellen veszített, de 1958-ban megnyerte a visszavágót. 1960-ban a 23 éves lett csodagyerek, a rutinos és taktikus támadó játékostól, Mihail Taltól szenvedett vereséget, de egy évvel később, 1961-ben Botvinnik ismét visszaszerezte a címet a visszavágón. 1963-ban Tigran Petroszján fosztotta meg végérvényesen a világbajnoki címtől. Ekkor már a FIDE megszüntette a visszavágó lehetőségét, így nem volt alkalma revánsot kérni.
Botvinnik – Bronstejn (1951)
| Versenyző        | Ország      | 1 | 2 | 3 | 4 | 5 | 6 | 7 | 8 | 9 | 10 | 11 | 12 | 13 | 14 | 15 | 16 | 17 | 18 | 19 | 20 | 21 | 22 | 23 | 24 | Pont |
| ---------------- | ----------- | - | - | - | - | - | - | - | - | - | -- | -- | -- | -- | -- | -- | -- | -- | -- | -- | -- | -- | -- | -- | -- | ---- |
| Mihail Botvinnik | Szovjetunió | ½ | ½ | ½ | ½ | 0 | 1 | 1 | ½ | ½ | ½  | 0  | 1  | ½  | ½  | ½  | ½  | 0  | ½  | 1  | ½  | 0  | 0  | 1  | ½  | 12   |
| David Bronstejn  | Szovjetunió | ½ | ½ | ½ | ½ | 1 | 0 | 0 | ½ | ½ | ½  | 1  | 0  | ½  | ½  | ½  | ½  | 1  | ½  | 0  | ½  | 1  | 1  | 0  | ½  | 12   |

Botvinnik – Szmiszlov (1954)
| Versenyző          | Ország      | 1 | 2 | 3 | 4 | 5 | 6 | 7 | 8 | 9 | 10 | 11 | 12 | 13 | 14 | 15 | 16 | 17 | 18 | 19 | 20 | 21 | 22 | 23 | 24 | Pont |
| ------------------ | ----------- | - | - | - | - | - | - | - | - | - | -- | -- | -- | -- | -- | -- | -- | -- | -- | -- | -- | -- | -- | -- | -- | ---- |
| Mihail Botvinnik   | Szovjetunió | 1 | 1 | ½ | 1 | ½ | ½ | 0 | ½ | 0 | 0  | 0  | 1  | 1  | 0  | 1  | 1  | ½  | ½  | ½  | 0  | ½  | ½  | 0  | ½  | 12   |
| Vaszilij Szmiszlov | Szovjetunió | 0 | 0 | ½ | 0 | ½ | ½ | 1 | ½ | 1 | 1  | 1  | 0  | 0  | 1  | 0  | 0  | ½  | ½  | ½  | 1  | ½  | ½  | 1  | ½  | 12   |

Botvinnik – Szmiszlov (1957)
| Versenyző          | Ország      | 1 | 2 | 3 | 4 | 5 | 6 | 7 | 8 | 9 | 10 | 11 | 12 | 13 | 14 | 15 | 16 | 17 | 18 | 19 | 20 | 21 | 22 | Pont |
| ------------------ | ----------- | - | - | - | - | - | - | - | - | - | -- | -- | -- | -- | -- | -- | -- | -- | -- | -- | -- | -- | -- | ---- |
| Vaszilij Szmiszlov | Szovjetunió | 1 | ½ | ½ | 0 | 0 | 1 | ½ | 1 | ½ | ½  | ½  | 1  | 0  | ½  | ½  | ½  | 1  | ½  | ½  | 1  | ½  | ½  | 12½  |
| Mihail Botvinnik   | Szovjetunió | 0 | ½ | ½ | 1 | 1 | 0 | ½ | 0 | ½ | ½  | ½  | 0  | 1  | ½  | ½  | ½  | 0  | ½  | ½  | 0  | ½  | ½  | 9½   |

Botvinnik – Szmiszlov (1958)
| Versenyző          | Ország      | 1 | 2 | 3 | 4 | 5 | 6 | 7 | 8 | 9 | 10 | 11 | 12 | 13 | 14 | 15 | 16 | 17 | 18 | 19 | 20 | 21 | 22 | 23 | Pont |
| ------------------ | ----------- | - | - | - | - | - | - | - | - | - | -- | -- | -- | -- | -- | -- | -- | -- | -- | -- | -- | -- | -- | -- | ---- |
| Mihail Botvinnik   | Szovjetunió | 1 | 1 | 1 | ½ | 0 | 1 | ½ | ½ | ½ | ½  | 0  | 1  | ½  | 1  | 0  | ½  | ½  | 1  | 0  | ½  | ½  | 0  | ½  | 12½  |
| Vaszilij Szmiszlov | Szovjetunió | 0 | 0 | 0 | ½ | 1 | 0 | ½ | ½ | ½ | ½  | 1  | 0  | ½  | 0  | 1  | ½  | ½  | 0  | 1  | ½  | ½  | 1  | ½  | 10½  |

Botvinnik – Tal (1960)
| Versenyző        | Ország      | 1 | 2 | 3 | 4 | 5 | 6 | 7 | 8 | 9 | 10 | 11 | 12 | 13 | 14 | 15 | 16 | 17 | 18 | 19 | 20 | 21 | Pont |
| ---------------- | ----------- | - | - | - | - | - | - | - | - | - | -- | -- | -- | -- | -- | -- | -- | -- | -- | -- | -- | -- | ---- |
| Mihail Tal       | Szovjetunió | 1 | ½ | ½ | ½ | ½ | 1 | 1 | 0 | 0 | ½  | 1  | ½  | ½  | ½  | ½  | ½  | 1  | ½  | 1  | ½  | ½  | 12½  |
| Mihail Botvinnik | Szovjetunió | 0 | ½ | ½ | ½ | ½ | 0 | 0 | 1 | 1 | ½  | 0  | ½  | ½  | ½  | ½  | ½  | 0  | ½  | 0  | ½  | ½  | 8½   |
Botvinnik – Tal (1961)
| Versenyző        | Ország      | 1 | 2 | 3 | 4 | 5 | 6 | 7 | 8 | 9 | 10 | 11 | 12 | 13 | 14 | 15 | 16 | 17 | 18 | 19 | 20 | 21 | Pont |
| ---------------- | ----------- | - | - | - | - | - | - | - | - | - | -- | -- | -- | -- | -- | -- | -- | -- | -- | -- | -- | -- | ---- |
| Mihail Botvinnik | Szovjetunió | 1 | 0 | 1 | ½ | ½ | ½ | 1 | 0 | 1 | 1  | 1  | 0  | 1  | ½  | 1  | ½  | 0  | 1  | 0  | ½  | 1  | 13   |
| Mihail Tal       | Szovjetunió | 0 | 1 | 0 | ½ | ½ | ½ | 0 | 1 | 0 | 0  | 0  | 1  | 0  | ½  | 0  | ½  | 1  | 0  | 1  | ½  | 0  | 8    |

Botvinnik – Petroszján (1963)
| Versenyző         | Ország      | 1 | 2 | 3 | 4 | 5 | 6 | 7 | 8 | 9 | 10 | 11 | 12 | 13 | 14 | 15 | 16 | 17 | 18 | 19 | 20 | 21 | 22 | Pont |
| ----------------- | ----------- | - | - | - | - | - | - | - | - | - | -- | -- | -- | -- | -- | -- | -- | -- | -- | -- | -- | -- | -- | ---- |
| Mihail Botvinnik  | Szovjetunió | 1 | ½ | ½ | ½ | 0 | ½ | 0 | ½ | ½ | ½  | ½  | ½  | ½  | 1  | 0  | ½  | ½  | 0  | 0  | ½  | ½  | ½  | 9½   |
| Tigran Petroszján | Szovjetunió | 0 | ½ | ½ | ½ | 1 | ½ | 1 | ½ | ½ | ½  | ½  | ½  | ½  | 0  | 1  | ½  | ½  | 1  | 1  | ½  | ½  | ½  | 12½  |

### Versenyeredményei
| Év      | Torna                                                           | Helyszín                                                                                  | Elért pont/maximális pont | Helyezés                                                |
| ------- | --------------------------------------------------------------- | ----------------------------------------------------------------------------------------- | ------------------------- | ------------------------------------------------------- |
| 1923    | Iskolai bajnokság                                               | Petrográd                                                                                 | ismeretlen                | 10. hely                                                |
| 1924    | Iskolai bajnokság                                               | Leningrád                                                                                 | 5/6 (+5-1=0)              | 1. hely                                                 |
|         | 1. kategóriás torna                                             | Leningrád                                                                                 | 11,5/13 (+11-1=1)         | 1. hely                                                 |
|         | 2a. kategóriás torna                                            | Leningrád                                                                                 | 2/3 (+12-1=0)             | nem fejezték be                                         |
| 1925    | A villamosipar csapatbajnoksága                                 | Leningrád                                                                                 | 2/2 (+2-0=0)              |                                                         |
|         | 1b. és 2a. kategóriás torna                                     | Leningrád                                                                                 | 9/10 (+9-1=0)             | 1. hely                                                 |
|         | Ifjúsági torna                                                  | Leningrád                                                                                 | 9,5/10 (+9-0=1)           | 1. hely                                                 |
|         | 1. kategóriás verseny                                           | Leningrád                                                                                 | 7,5/11 (+7-3=1)           | 3-4. hely                                               |
|         | 1. kategóriás verseny                                           | Leningrád                                                                                 | 7/8 (+7-1=0)              | A tornát nem fejezték be                                |
| 1925/26 | Szakszervezetek csapatbajnoksága                                | Leningrád                                                                                 | 1,5/3 (+1-1=1)            |                                                         |
| 1926    | 5. Leningrádi bajnokság döntője                                 | Leningrád                                                                                 | 11,5/12 (+11-0=1)         | 1. hely                                                 |
|         | Moszkva-Leningrád csapatmérkőzés                                | Moszkva                                                                                   | 0,5/2 (+0-1=1)            | Botvinnik a Leningrádnál játszott                       |
|         | 5. Leningrádi bajnokság                                         | Leningrád                                                                                 | 7/9 (+6-1=2)              | 2-3. hely                                               |
|         | Északnyugati csapatbajnokság (elődöntő)                         | Leningrád                                                                                 | 9/11(+8-1=2)              | 2-3. hely                                               |
|         | Északnyugati csapatbajnokság                                    | Leningrád                                                                                 | 6,5/10(+4-1=5)            | 3. hely                                                 |
|         | Csapatmérkőzés Stockholm-Leningrád között                       | Stockholm                                                                                 | 1,5/2 (+1-0=1)            | Botvinnik játszott Gösta Stoltz ellen                   |
| 1927    | Csapatmérkőzés: Moszkva-Leningrád                               | Moszkva                                                                                   | 1,5/2 (+1-0=1)            | Botvinnik Leningrádnál játszott                         |
|         | Csapatmérkőzés Leningrád és Moszkva között                      | Leningrád                                                                                 | 1,5/2 (+1-0=1)            | Botvinnik a Leningrádnál játszott                       |
|         | Szakszervezetek versenye                                        | Leningrád                                                                                 | 1/1 (+1-0=0)              |                                                         |
|         | 6-mester-Torna                                                  | Leningrád                                                                                 | 7,5/10 (+6-1=3)           | 2. hely                                                 |
|         | 5. Szovjetunió-bajnokság                                        | Moszkva                                                                                   | 12,5/20 (+9-4=7)          | 5-6. hely                                               |
| 1927/28 | Fémipari dolgozók bajnoksága                                    | Leningrád                                                                                 | 8,5/11 (+7-1=3)           | 1. hely                                                 |
| 1928    | Egyetemi verseny Leningrád-Rosztov                              | Leningrád                                                                                 | 1,5/2 (+1-0=1)            | Botvinnik Leningrádnál játszott                         |
| 1928/29 | Népművelő dolgozók bajnoksága                                   | Leningrád                                                                                 | 10,5/13 (+8-0=5)          | 1. hely                                                 |
| 1929    | Négy egyetemváros bajnoksága                                    | Moszkva                                                                                   | 2/3 (+1-0=2)              | A Leningrádnál játszott                                 |
|         | 6. Szovjetunió-bajnokság (negyeddöntő)                          | Odessza                                                                                   | 7/8 (+6-0=2)              | 1. hely                                                 |
|         | 6. Szovjetunió-bajnokság (elődöntő)                             | Odessza                                                                                   | 2,5/5 (+2-2=1)            | 3-4. hely                                               |
| 1930    | Mesterek versenye                                               | Leningrád                                                                                 | 6,5/8 (+6-1=1)            | 1. hely                                                 |
|         | Csapatmérkőzés Leningrád-Moszkva között                         | Leningrád                                                                                 | 2/2 (+2-0=0)              | Leningrádnál játszott                                   |
| 1930/31 | 8. Leningrádi bajnokság                                         | Leningrád                                                                                 | 14/17 (+12-1=4)           | 1. hely                                                 |
| 1931    | Villamosipari szakszervezet csapatversenye                      | Leningrád                                                                                 | 4/4 (+4-0=0)              |                                                         |
|         | 7. Szovjetunió-bajnokság (elődöntő)                             | Moszkva                                                                                   | 6,5/9 (+6-2=1)            | 2. hely                                                 |
|         | 7. Szovjetunió-bajnokság                                        | Moszkva                                                                                   | 13,5/17 (+12-2=3)         | 1. hely                                                 |
| 1932    | 9. Leningrádi bajnokság                                         | Leningrád                                                                                 | 10/11 (+9-0=2)            | 1. hely                                                 |
| 1932/33 | Mesterverseny a tudósok házában                                 | Leningrád                                                                                 | 7/10 (+6-2=2)             | 1. hely                                                 |
| 1933    | Mesterverseny                                                   | Leningrád                                                                                 | 10/13 (+7-0=6)            | 1. hely                                                 |
|         | 8. Szovjetunió-bajnokság                                        | Leningrád                                                                                 | 14/19 (+11-2=6)           | 1. hely                                                 |
| 1934    | Villamosipari szakszervezetek csapatversenye: Leningrád-Moszkva | Leningrád                                                                                 | 2/2 (+2-0=0)              | Botvinnik a Leningrádnál játszott                       |
|         | Mesterverseny Max Euwe részvételével                            | Leningrád                                                                                 | 7,5/11 (+5-1=5)           | 1. hely                                                 |
| 1934/35 | Nemzetközi torna                                                | Hastings                                                                                  | 5/9 (+3-2=4)              | 5-6. hely                                               |
| 1935    | Nemzetközi torna                                                | Moszkva                                                                                   | 13/19 (+9-2=8)            | 1-2. hely                                               |
| 1936    | Nemzetközi torna                                                | Moszkva                                                                                   | 12/18 (+7-1=10)           | 2. hely                                                 |
|         | Nemzetközi torna                                                | Nottingham                                                                                | 10/14 (+6-0=8)            | 1-2. hely                                               |
| 1938    | 11. Szovjetunió-bajnokság (elődöntő)                            | Leningrád                                                                                 | 14/17 (+12-1=4)           | 1. hely                                                 |
|         | AVRO-verseny                                                    | Amszterdam, Hága, Rotterdam, Groningen, Zwolle, Haarlem, Utrecht, Arnhem, Breda és Leiden | 7,5/14 (+3-2=9)           | 3. hely                                                 |
| 1939    | 11. Szovjetunió-bajnokság                                       | Leningrád                                                                                 | 12,5/17 (+8-0=9)          | 1. hely                                                 |
| 1940    | 12. Szovjetunió-bajnokság                                       | Moszkva                                                                                   | 11,5/19 (+8-4=7)          | 5-6. hely                                               |
| 1941    | Szovjetunió abszolút bajnoksága                                 | Leningrád/Moszkva                                                                         | 13,5/20 (+9-2=9)          | 1. hely                                                 |
| 1943    | Nagymestertorna                                                 | Szverdlovszk                                                                              | 13,5/14 (+7-0=7)          | 1. hely                                                 |
| 1943/44 | 23. Moszkvai bajnokság                                          | Moszkva                                                                                   | 12,5/15 (+11-1=3)         | 1. hely                                                 |
| 1944    | 13. Szovjetunió-bajnokság                                       | Moszkva                                                                                   | 12,5/16 (+11-2=3)         | 1. hely                                                 |
| 1945    | 14. Szovjetunió-bajnokság                                       | Moszkva                                                                                   | 16/18 (+14-0=4)           | 1. hely                                                 |
|         | Rádiómérkőzés Szovjetunió-USA                                   | Rádió                                                                                     | 2/2 (+2-0=0)              | 1. táblán Arnold Denker ellen                           |
|         | Rádiómérkőzés: Szovjetunió – Nagy-Britannia                     | Rádió                                                                                     | 1/2 (+1-1=0)              | 1. táblán Conel Hugh O’Donel Alexander ellen            |
| 1946    | Nemzetközi torna                                                | Groningen                                                                                 | 14,5/19 (+13-3=3)         | 1. hely                                                 |
|         | Csapatmérkőzés Szovjetunió-USA között                           | Moszkva                                                                                   | 1,5/2 (+1-0=1)            | 1. táblán Samuel Reshevsky ellen                        |
| 1947    | Nemzetközi Csigorin-emlékverseny                                | Moszkva                                                                                   | 11/15 (+8-1=6)            | 1. hely                                                 |
| 1948    | Világbajnokság                                                  | Den Haag/Moszkva                                                                          | 14/20 (+10-2=8)           | 1. hely, Botvinnik lesz a világbajnok                   |
| 1951    | 19. Szovjetunió-bajnokság                                       | Moszkva                                                                                   | 10/17 (+6-3=8)            | 5. hely                                                 |
| 1952    | Nemzetközi Maróczy Géza Emlékverseny                            | Budapest                                                                                  | 11/17 (+7-2=8)            | 3-5. hely                                               |
|         | 20. Szovjetunió-bajnokság                                       | Moszkva                                                                                   | 13,5/19 (+9-1=9)          | 1-2. hely                                               |
| 1953    | 20. Szovjetunió-bajnokságon játszott Mark Tajmanov ellen        | Moszkva                                                                                   | 3,5/6 (+2-1=3)            | Botvinnik győzött, 3,5-2,5                              |
| 1955    | 22. Szovjetunió-bajnokság                                       | Moszkva                                                                                   | 11,5/19 (+7-3=9)          | 3-5. hely                                               |
|         | Csapatmérkőzés Szovjetunió-USA között                           | Moszkva                                                                                   | 1,5/4 (+0-1=3)            | 1. táblás Samuel Reshevsky ellen                        |
| 1956    | Nemzetközi Aljehin-emlékverseny                                 | Moszkva                                                                                   | 11/15 (+8-1=6)            | 1-2. hely                                               |
| 1958    | Nemzetközi torna                                                | Wageningen                                                                                | 4/5 (+3-0=2)              | 1. hely                                                 |
| 1959    | A Szovjetunió népeinek II. szpartakiádja                        | Moszkva                                                                                   | 4/7 (+1-0=6)              | 1. táblás Moszkvánál játszott                           |
| 1960    | Csapatmérkőzés Moszkva és Leningrád között                      | Moszkva                                                                                   | 0,5/2 (+0-1=1)            | Moszkva 1. táblása Viktor Korcsnoj ellen                |
| 1961    | Európai csapat bajnokság                                        | Oberhausen                                                                                | 6/9 (+4-1=4)              | 1. táblás, Szovjetunió                                  |
| 1961/62 | Nemzetközi torna                                                | Hastings                                                                                  | 8/9 (+7-0=2)              | 1. hely                                                 |
| 1962    | Nemzetközi torna                                                | Stockholm                                                                                 | 8,5/9 (+8-0=1)            | 1. hely                                                 |
| 1963    | Szovjetunió szpartakiád                                         | Moszkva                                                                                   | 8/9 (+7-0=2)              | Moszkva 1. táblása                                      |
|         | Nemzetközi torna                                                | Amszterdam                                                                                | 4/5 (+3-0=2)              | 1. hely                                                 |
| 1964    | Moszkvai csapatbajnokság                                        | Moszkva                                                                                   | 1,5/2 (+1-0=1)            |                                                         |
|         | Kollektív csapat-tornabajnokság Moszkvában                      | Moszkva                                                                                   | 4,5/5 (+4-0=1)            |                                                         |
|         | Szovjetunió-csapatbajnokság                                     | Moszkva                                                                                   | 4,5/6 (+3-0=3)            | 1. táblás a Trudnál játszott                            |
| 1965    | Nemzetközi torna                                                | Noordwijk                                                                                 | 6/7 (+5-0=2)              | 1. hely                                                 |
|         | Európai csapat bajnokság                                        | Hamburg                                                                                   | 3,5/8 (+2-3=3)            | 2. táblás Szovjetunió                                   |
|         | Szovjetunió, szakszervezetek bajnoksága                         | Moszkva                                                                                   | 2,5/4 (+2-1=1)            |                                                         |
|         | Csapatmérkőzés Moszkva-Leningrád között                         | Moszkva                                                                                   | 2/2 (+2-0=0)              | 2. táblán a Moszkvánál játszott, Alekszandr Tolus ellen |
| 1966    | Moszkvai csapatbajnokság                                        | Moszkva                                                                                   | 3/5 (+1-0=4)              |                                                         |
|         | Csapatbajnokság                                                 | Moszkva                                                                                   | 3,5/4 (+3-0=1)            | 1. táblás                                               |
|         | Nemzetközi torna                                                | Amszterdam                                                                                | 7,5/9 (+7-1=1)            | 1. hely                                                 |
|         | Szovjetunió-csapatbajnokság                                     | Moszkva                                                                                   | 6/9 (+5-2=2)              | 1. táblás                                               |
| 1966/67 | Nemzetközi torna                                                | Hastings                                                                                  | 6,5/9 (+5-1=3)            | 1. hely                                                 |
| 1967    | Moszkvai csapatbajnokság                                        | Moszkva                                                                                   | 5/7 (+3-0=4)              |                                                         |
|         | Szovjetunió szpartakiád                                         | Moszkva                                                                                   | 6/8 (+5-1=2)              | 2. táblán játszott a Moszkvánál                         |
|         | Nemzetközi torna                                                | Palma de Mallorca                                                                         | 12,5/17 (+9-1=7)          | 2-3. hely                                               |
| 1968    | Nemzetközi torna                                                | Monte Carlo                                                                               | 9/13 (+5-0=8)             | 2. hely                                                 |
| 1969    | Nemzetközi torna                                                | Beverwijk                                                                                 | 10,5/15 (+6-0=9)          | 1-2. hely                                               |
|         | Szakszervezeti csapatbajnokság, Moszkva                         | Moszkva                                                                                   | 2/3 (+1-0=2)              |                                                         |
|         | Nemzetközi torna                                                | Belgrád                                                                                   | 8,5/15 (+5-3=7)           | 7. hely                                                 |
| 1970    | Szovjetunió-Világválogatott csapatmérkőzés                      | Belgrád                                                                                   | 2,5/4 (+1-0=3)            | 8. táblás, Szovjetunióval, Milan Matulović ellen        |
|         | Nemzetközi torna                                                | Leiden                                                                                    | 5,5/12 (+1-2=9)           | 3-4. hely                                               |

### Sakkolimpiái
| Év   | Olimpia         | Helyszín                | Tábla | Győzelem | Vereség | Döntetlen | %    | Helyezés csapat | Helyezés egyéni |
| 1954 | 11. sakkolimpia | Amszterdam ( Hollandia) | 1.    | 6        | 0       | 5         | 77,3 | Aranyérem       | Aranyérem       |
| 1956 | 12. sakkolimpia | Moszkva ( Szovjetunió)  | 1.    | 6        | 0       | 7         | 73,1 | Aranyérem       | Ezüstérem       |
| 1958 | 13. sakkolimpia | München ( NSZK)         | 1.    | 7        | 1       | 4         | 75   | Aranyérem       | Bronzérem       |
| 1960 | 14. sakkolimpia | Lipcse ( NDK)           | 2.    | 8        | 0       | 5         | 80,8 | Aranyérem       | Aranyérem       |
| 1962 | 15. sakkolimpia | Várna ( Bulgária)       | 1.    | 5        | 1       | 6         | 66,7 | Aranyérem       | 6.              |
| 1964 | 16. sakkolimpia | Tel-Aviv ( Izrael)      | 2.    | 7        | 1       | 4         | 75   | Aranyérem       | Bronzérem       |

### Párosmérkőzései
| Időpont | Ellenfél            | Eredmény  | Helyszín           | Pontszám | Pontszám  | Megjegyzések                     |
| ------- | ------------------- | --------- | ------------------ | -------- | --------- | -------------------------------- |
| 1933    | Salomon Flohr       | Döntetlen | Moszkva, Leningrád | 6 / 12   | +2 =8 −2  | Kihívás                          |
| 1937    | Grigorij Levenfis   | Döntetlen | Moszkva, Leningrád | 6½ / 13  | +5 =3 −5  | Kihívás                          |
| 1940    | Vjacseszlav Ragozin | Győzött   | Moszkva, Leningrád | 8½ / 12  | +5 =7 −0  | Tréning                          |
| 1951    | David Bronstejn     | Döntetlen | Moszkva            | 12 / 24  | +5 =14 -5 | Világbajnoki párosmérkőzés       |
| 1952    | Mark Tajmanov       | Győzött   | Moszkva            | 3½ / 6   | +1 =5 -0  | Szovjetunió bajnoksága rájátszás |
| 1954    | Vaszilij Szmiszlov  | Döntetlen | Moszkva            | 12 / 24  | +7 =10 -7 | Világbajnoki párosmérkőzés       |
| 1957    | Vaszilij Szmiszlov  | Vesztett  | Moszkva            | 9½ / 22  | +3 =13 -6 | Világbajnoki párosmérkőzés       |
| 1958    | Vaszilij Szmiszlov  | Győzött   | Moszkva            | 12½ / 23 | +7 =11 -5 | Visszavágó                       |
| 1960    | Mihails Tāls        | Vesztett  | Moszkva            | 8½ / 21  | +2 =13 -6 | Világbajnoki párosmérkőzés       |
| 1961    | Mihails Tāls        | Győzött   | Moszkva            | 13 / 21  | +10 =6 -5 | Visszavágó                       |
| 1963    | Tigran Petroszján   | Vesztett  | Moszkva            | 9½ / 21  | +2 =14 -5 | Világbajnoki párosmérkőzés       |

### Játékereje
1934. június és 1969. november között a világ legjobb 10 sakkozója közé tartozott. 1936. szeptember és 1956. május között 131 különböző hónapban állt a világranglista élén.
A történelem harmadik legmagasabb pontszámát, 2885-öt (1945. október) érte el, nála magasabbal csak Bobby Fischer (2895) és Garri Kaszparov (2886) rendelkezett.

## Sakkelméleti munkássága
Az alábbi megnyitási változatok viselik nevét:
- Holland védelem, Botvinnik–Bronstejn-változat ECO A91: 1.d4 f5 2.c4 Hf6 3.g3 e6 4.Fg2 Fe7 5.Hc3 O-O 6.e3
- Zárt szicíliai védelem, Botvinnik-védelem ECO B25: 1.e4 c5 2.Hc3 Hc6 3.g3 g6 4.Fg2 Fg7 5.d3 d6 6.f4 e5
- Angol megnyitás, Botvinnik-vonal ECO A28: 1.c4 e5 2.Hc3 Hc6 3.Hf3 Hf6 4.e4
- Angol megnyitás, szimmetrikus változat, Botvinnik-rendszer ECO A36: 1.c4 c5 2.Hc3 Hc6 3.g3 g6 4.Fg2 Fg7 5.e3 e5
- Angol megnyitás, Botvinnik-rendszer ECO A25: 1.c4 e5 2.Hc3 Hc6 3.g3 g6 4.Fg2 Fg7 5.d3 d6 6.e4
- Nimzoindiai védelem, Botvinnik-rendszer ECO E49: 1.d4 Hf6 2.c4 e6 3.Hc3 Fb4 4.e3 O-O 5.Fd3 d5 6.a3 Fxc3+ 7.bxc3
- Katalán megnyitás, Botvinnik-változat ECO E07: 1.d4 Hf6 2.c4 e6 3.g3 d5 4.Fg2 Fe7 5.Hf3 O-O 6.O-O Hbd7 7.Hc3 c6 8.Vd3
- Holland védelem, Botvinnik-változat ECO A93: 1.d4 f5 2.c4 Hf6 3.g3 e6 4.Fg2 Fe7 5.Hf3 O-O 6.O-O d5 7.b3
- Angol megnyitás, Botvinnik-változat ECO A25: 1.c4 e5 2.Hc3 Hc6 3.g3 g6 4.Fg2 Fg7 5.e4
- Francia védelem, Botvinnik-változat ECO C06: 1.e4 e6 2.d4 d5 3.Hd2 Hc6 4.e4 Hfd7 5.Fd3 c5 6.c3 b6
- Grünfeld-védelem, Botvinnik-változat ECO D83: 1.d4 Hf6 2.c4 g6 3.Hc3 d5 4.Ff4 Fg7 5.e3 O-O 6.Bc1 c5 7.dxc5 Fe6
- Grünfeld-védelem, Botvinnik-változat ECO D80: 1.d4 Hf6 2.c4 g6 3.Hc3 d5 4.e3 Fg7 5.Hf3 O-O 6.Vb3 e6
- Nimzoindiai védelem, Botvinnik-változat ECO E24: 1.d4 Hf6 2.c4 e6 3.Hc3 Fb4 4.a3 Fxc3+ 5.bxc3 c5 6.f3 d5 7.e3 O-O 8.cxd5 Hxd5
- Nimzoindiai védelem, Botvinnik-változat ECO E36: 1.d4 Hf6 2.c4 e6 3.Hc3 Fb4 4.Vc2 d5 5.a3 Fxc3+ 6.Vxc3 Hc6
- Elhárított vezércsel, Botvinnik-változat ECO D60: 1.d4 d5 2.c4 e6 3.Hc3 Hf6 4.Fg5 Fe7 5.e3 O-O 6.Hf3 Hbd7 7.Fd3
- Elhárított vezércsel, Botvinnik-változat ECO D44: 1.d4 d5 2.c4 e6 3.Hc3 Hf6 4.Hf3 c6 5.Fg5 dxc4 6.e4 b5
- Vezérindiai védelem, Botvinnik-változat ECO E12: 1.d4 Hf6 2.c4 e6 3.Hf3 b6 4.Hc3 Fb7 5.Fg5 h6 6.Fh4 g5 7.Fg3 Hh5
- Szimmetrikus angol megnyitás, Botvinnik-változat ECO A36: 1.c4 c5 2.Hc3 Hc6 3.g3 g6 4.Fg2 Fg7 5.e4
- Caro-Kann védelem, Botvinnik-Carls védelem ECO B12: 1.e4 c6 2.d4 d5 3.e5 c5
- Caro-Kann védelem, Panov-Botvinnik, Gunderam-támadás ECO B13: 1.e4 c6 2.d4 d5 3.exd5 cxd5 4.c4

## Tudományos tevékenysége
A műszaki tudományok doktoraként az 50-es években kezdett a számítógépes sakkprogramozással foglalkozni. A Claude Shannon által kidolgozott sakkalgoritmusok „B”-típusát helyezte előtérbe, amely a lehetséges lépések minimax fájának megtalálására szolgált. A számítógépek teljesítményének növekedésével a jelenlegi sakkprogramok az „A”-típusú (brute force) algoritmusok elve, azaz az összes lehetséges változat kiszámításán alapulnak. Konzulensként részt vett az első szovjet sakk-számítógépprogram, az ITEP kifejlesztésében, amely az M-2 és M20 számítógépeken futott, és amely 1967-ben legyőzte az amerikai John McCarthy által fejlesztett Kotok-McCarthy programot. Később szakértőként vett részt a Caissa sakkprogram kifejlesztésében.
Az 1970-es, 1980-as években Botvinnik egy team élén dolgozott a saját elgondolásain alapuló Pioneer programon. A programot a Szovjetunió Tudományos Akadémiája és több tudományos intézet is támogatta. E kutatás alapozta meg a nyelvi geometria (linguistic geometry) létrejöttét, a játékelmélet egy új típusát.
A 90-es évek elején a CC Sapiens (Chess Computer Sapiens) projekten dolgozott, amely az emberi elme működését utánzó sakkprogram készítésének gondolatán alapult. A projekt Botvinnik halála után megszakadt.

## Utolsó életszakasza
1970-ben fejezte be aktív pályafutását, ezután csak a szovjet sakkiskola „növendékeivel” és a számítógépes sakkprogramozás elméleti kérdéseivel foglalkozott. Idős korára fél szemére megvakult, és a másikkal is nagyon rosszul látott. Ennek ellenére egészen 1995. márciusig aktívan dolgozott. 1995. május 5-én hasnyálmirigyrákban hunyt el.

## Megjelent művei
Orosz nyelven
- Матч Флор — Ботвинник, [Москва — Ленинград], 1934;
- Избранные партии (1926—1936), Москва — Ленинград, 1938;
- Матч-реванш Алехин — Эйве на первенство мира, Москва — Ленинград: Физкультура и спорт, 1939, 216 с.
- Одиннадцатое всесоюзное шахматное первенство, Москва — Ленинград, 1939;
- Избранные партии. 1926—1946, [Ленинград], 1949;
- Советская шахматная школа, Москва, 1951;
- Матч-турнир на звание абсолютного чемпиона СССР по шахматам, 2 издание, Москва, 1951; (Переизд.: Москва: Интерреклама, 2007. — 192 с. — ISBN 978-5-91350-007-6);
- Матч Ботвинник — Смыслов на первенство мира, 2 издание, Москва, 1957;
- Матч-реванш Смыслов — Ботвинник на первенство мира, Москва, 1960;
- Асинхронизированная синхронная машина, Москва — Ленинград: Госэнегоиздат, 1960, 70 с.;
- Алгоритм игры в шахматы, Москва: Наука, 1968, 94 с.;
- Три матча Анатолия Карпова, Москва: Молодая гвардия, 1975, 125 с.;
- О кибернетической цели игры, Москва: Советское радио, 1975, 86 с.;
- Полвека в шахматах, Москва: Физкультура и спорт, 1978, 272 с. (Выдающиеся шахматисты мира).
- К достижению цели, Москва: Молодая гвардия, 1978, 255 с.;
- От шахматиста — к машине, Москва: Физкультура и спорт, 1979, 176 с.;
- О решении неточных переборных задач, Москва, 1979;
- Защита Грюнфельда, Москва: Физкультура и спорт, 1979. — 271 с. (Теория дебютов). (В соавторстве с Я. Б. Эстриным);
- Эпизоды шахматных баталий, Москва: Советская Россия, 1983, 143 с. (Шахматное искусство);
- Шахматный метод решения переборных задач, Москва: Советский спорт, 1989, 112 с.
- Аналитические и критические работы, [т. 1—4], Москва: Физкультура и спорт, 1984—87;
- У цели: Воспоминания. Партии, Москва: Полири, 1997, 358 с., ISBN 5-89183-001-9.

Német nyelven
- Michail Botwinnik: Schach-Erinnerungen. Rau, Düsseldorf 1981, ISBN 3-7919-0196-6
- Dr. Michail Botwinnik, Hamburg, 1959;
- Schach in Russland: 1941—1945, Hollfeld, 1979;
- Meine 100 schönsten Partien von 1925—1970, Heidelberg, 1980;
- 15 Schachpartien und ihre Geschichte, Stuttgart, 1981;

Angol nyelven
- Botvinnik, M.M.. One hundred selected games. Courier Dover (1960). ISBN 0-486-20620-3. Hozzáférés ideje: 2009. augusztus 14.
- Botvinnik, M.M..szerk.: Cafferty, B.: Botvinnik's best games, 1947–1970. Batsford (1972). ISBN 0-7134-0357-8
- Botvinnik, M.M..szerk.: Garry, S.: Soviet chess championship, 1941: Complete text of games with detailed notes & an introduction. Dover Publications (1973). ISBN 0-486-22184-9
- Botvinnik, M.M.. World Championship: The Return Match Botvinnik vs. Smyslov 1958. Chess Digest Magazine (1973)
- Botvinnik, M.M.. Alekhine vs. Euwe return match 1937. Chess Digest (1973)
- Matanovic, A.. Candidates' matches 1974. Centar Za Unapredivanje Saha (1974)
- Botvinnik, M.M.. Anatoly Karpov: His Road to the World Championship. Elsevier (1978). ISBN 0-08-021139-9
- Botvinnik, M.M.. The Gruenfeld Defense. Rhm Pr (1980). ISBN 0-89058-017-0
- Botvinnik, M.M..szerk.: Cafferty, B.: Achieving the Aim. Pergamon Press (1981). ISBN 0-08-024120-4
- Botvinnik, M.M.. Selected Games: 1967–1970. Pergamon (1981). ISBN 0-08-024123-9
- Botvinnik, M.M..szerk.: Marfia, J.: Fifteen Games and Their Stories. Coraopolis, Pennsylvania, U.S.A: Chess Enterprises (1982). ISBN 0-931462-15-0
- Botvinnik, M.M.. Botvinnik on the Endgame. Chess Enterprises (1985). ISBN 0-931462-43-6
- Botvinnik, M.M..szerk.: Neat, K. and Stauss, E.: Half a Century of Chess. Cadogan Books (1996). ISBN 1-85744-122-2
- Botvinnik, M.M..szerk.: Neat, K.: Botvinnik's Best Games Volume 1: 1925–1941. Moravian Chess (2000). ISBN 978-80-7189-317-2
- Botvinnik, M.M..szerk.: Neat, K.: Botvinnik's Best Games Volume 2: 1942–1956. Moravian Chess (2000). ISBN 80-7189-370-6
- Botvinnik, M.M..szerk.: Neat, K.: Botvinnik's Best Games Volume 3: 1957–1970 – Analytical & Critical Works. Moravian Chess (2000). ISBN 80-7189-405-2
- Botvinnik, M.M.. Championship Chess : Match Tournament for the Absolute Chess Championship of the USSR, Leningrad-Moscow 1941. Hardinge Simpole (2002). ISBN 978-1-84382-012-3
- Botvinnik, M.M.. Match for the World Chess Championship Mikhail Botvinnik-David Bronstein Moscow 1951. Edition Olms (2004). ISBN 3-283-00459-5
- Botvinnik, M.M..szerk.: Botvinnik, I.: World Championship Return Match: Botvinnik V. Tal, Moscow 1961. Olms (2004). ISBN 978-3-283-00461-3
- Selected games: 1967—1970, Oxf.— [a. o.], 1981.
- Botvinnik’s best games, 1947—1970, L., 1977;

Számítógépes sakkal foglalkozó írásai
- Botvinnik, M.M.. Computers, Chess and Long-Range Planning. Springer Verlag (1970). ISBN 0-387-90012-8
- Botvinnik, M.M.. Computers in Chess: Solving Inexact Search Problems. Springer-Verlag (1984). ISBN 0-387-90869-2
- Mikhail Botvinnik (1968). Algoritm igry v shakhmaty. (The algorithm of chess)
- Mikhail Botvinnik (1970). Computers, Chess and Long-Range Planning. Springer-Verlag, New York, reviews from goodreads
- Mikhail Botvinnik (1975). O Kiberneticheskoi Celi Igri. (On the Cybernetic Goal of Games), Soviet Radio, Moscow
- Mikhail Botvinnik (1979). O Reshenii Netochnih Prebornih Zadach. (On Solving Inexact Search Problems), Soviet Radio, Moscow
- Mikhail Botvinnik, Boris Stilman, Alexander Yudin, Alexander Reznitskiy, Michael Tsfasman (1980). Thinking of Man and Computer, Proc. of the Second International Meeting on Artificial Intelligence, pp. 1–9, Repino, Leningrad, Russia.
- Mikhail Botvinnik (1982). Decision Making and Computers. Advances in Computer Chess 3
- Mikhail Botvinnik (1982). Meine neuen Ideen zur Schachprogrammierung. Springer-Verlag, Berlin. amazon.de (német)
- Mikhail Botvinnik (1984). Computers in Chess: Solving Inexact Search Problems. Springer-Verlag, New York.
- Mikhail Botvinnik (1983). The Game of Chess: Its past, present and future. ICCA Journal, Vol. 6, No. 3
- Mikhail Botvinnik (1993). Three Positions. ICCA Journal, Vol. 16, No. 2 » Réti Endgame Study
- Mikhail Botvinnik, Evgeniĭ Dmitrievich Cherevik, Vasily Vladimirov, Vitaly Vygodsky (1994). Solving Shannon's Problem: Ways and Means. Advances in Computer Chess 7
- Marty Hirsch (1995). Botwinnik und die Schachprogrammierung. Computerschach und Spiele, June-July 1995 (német)

### Magyarul
- Mihail Botvinnik–Jakov Esztrin: A Grünfeld-védelem; ford. Bakcsi György; Sport, Bp., 1980
- 100 válogatott játszma; ford. Bakcsi György; Sport, Bp., 1982

## Kitüntetései
- Lenin-rend
- Októberi Forradalom érdemrend
- A Munka Vörös Zászló Érdemrendje
- Becsület érdemrend (Orden „Znak pocseta”)
- A Szovjetunió Kiváló sportolója („Zaszluzsennij Maszter szporta SzSzSzR”) (1945)
- Oroszország kiváló kulturmunkása („Zaszluzsennik rabotnik kulturi RszFSzR”)
- A tudomány és technika kiváló művelője (1991) („Zaszluzsennij dejatel nauki i tehniki RSzFSzR”)

## Emlékezete
- 2011-ben Botvinnik születésének 100. évfordulója alkalmából 2 rubel névértékű ezüst pénzérmét bocsátottak ki az „Oroszország kiemelkedő személyiségei” sorozatban.[43]

## Nevezetes játszmái
- Botvinnik vs Chekhover, Moscow 1935, Réti-megnyitás, 1–0
- Botvinnik vs Capablanca, AVRO 1938, Nimzoindiai védelem, 1–0[44] Első látásra Botvinnik megnyitási elképzelése nem eredményes, de ő tudta, hogyan kell a támadását továbbfejleszteni.
- Keres vs Botvinnik, Szovjetunió abszolút bajnoksága 1941, Nimzoindiai védelem, 0–1[44] Sötéttel játszva 22 lépésben győzi le a világbajnoki címre is aspiráló ellenfelét.
- Tolush vs Botvinnik, Szovjet bajnokság, 1944, 0–1[44] Egy mély pozíciós áldozat.
- Denker vs Botvinnik, USA vs USSR radio match 1945, 0–1 Botvinnik a Fél-szláv védelemben a Botvinnik-rendszert játszva dózerolja le az amerikai bajnokot.
- Botvinnik vs Keres, Aljechin-emlékverseny, Moszkva, 1966, 1–0 Botvinnik bemutatja, hogyan kell a zárt állásokat értékelni, és mikor kell azt megnyitni.
- Botvinnik vs Portisch, Monaco 1968, 1–0 A tűzijáték a c-vonalon egy csereáldozattal kezdődik.